# Gare de Dalat
La gare de Dalat (en vietnamien Ga Đà Lạt) est le terminus de la Ligne de Dalat à Thap Cham (aujourd'hui désaffectée). Elle se trouve à Đà Lạt dans le sud du Viêt Nam.

## Situation ferroviaire
Terminus de la Ligne de Dalat à Thap Cham (désaffectée).

## Architecture

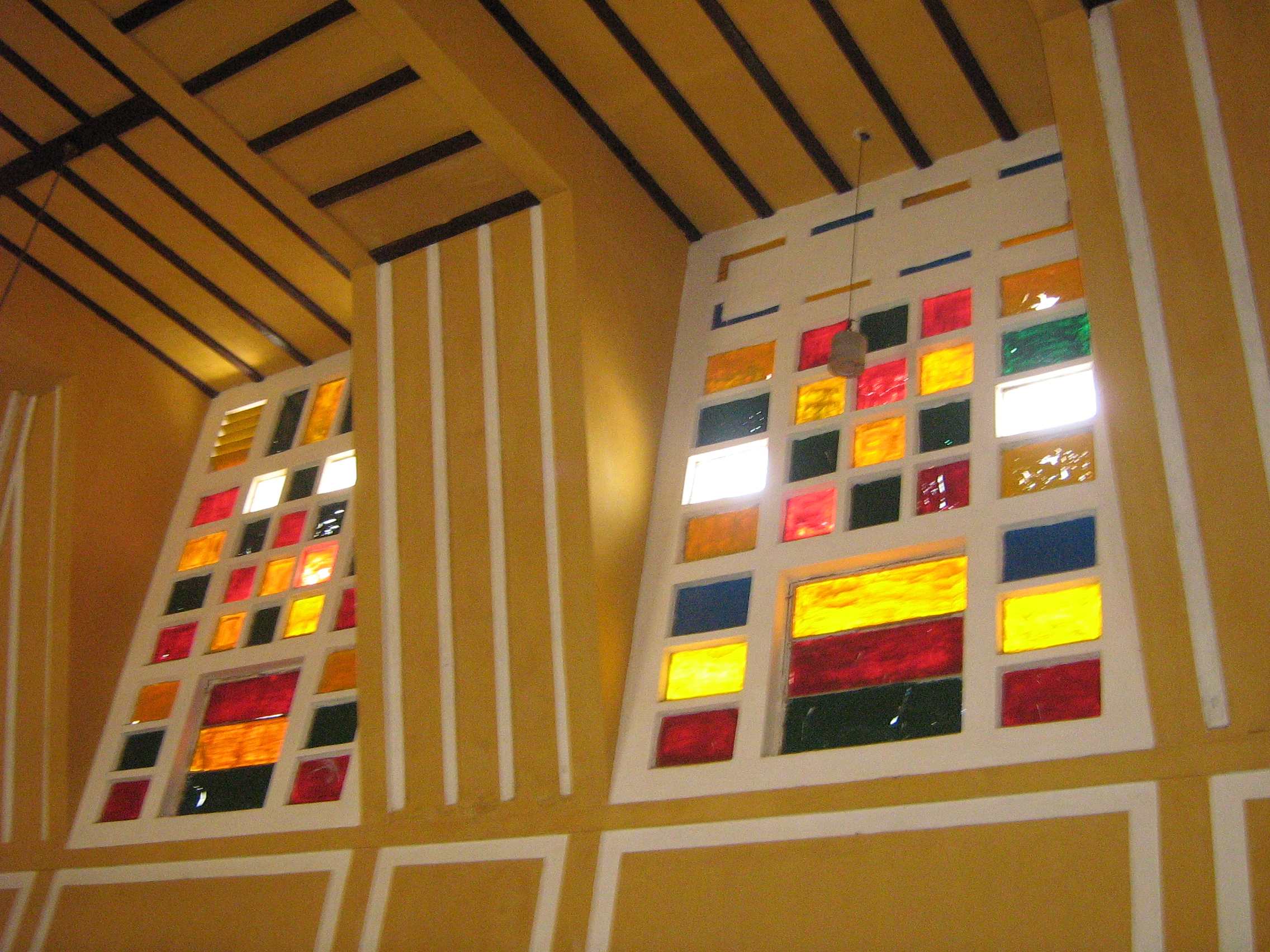
Vitraux de la gare.

Elle est conçue en 1932 par deux architectes français Moncet et Reveron, et elle ouvre en 1938. Le bâtiment principal, inspiré de la gare de Trouville - Deauville, est de style Art déco. Ses toits fortement inclinés sont un rappel de l'architecture Cao Nguyen des maisons communales des Montagnes centrales.
Les trois toitures représenteraient les trois monts du plateau de Đà Lạt (en).
Sous chaque toit il y a un vitrail multicolore, et sous le toit central on peut voir la grande horloge qui a été récemment restaurée. Dans la gare, les toits élevés permettent d'avoir une grande hauteur de plafond. En façade de la gare une porte cochère est soutenue par deux rangées de douze colonnes. Grâce à son architecture unique, la gare de Dalat a été reconnue comme monument historique national en 2001,.

## Histoire
En 1898, le projet de voie ferrée de Dalat à Thap Cham est entériné par le gouverneur d'Indochine Paul Doumer.
La construction de la ligne de Dalat à Thap Cham débute en 1908.
La construction est difficile, en particulier le terrain montagneux à l'ouest de Sông Pha oblige à construire des sections à crémaillère et de nombreux tunnels.
La ligne de 84 km de long serpentant sur un dénivelé de 1 400 m comporte 3 sections à crémaillère et 5 tunnels,.
En 1932, la voie ferrée atteint Dalat après 24 années de construction.
Pendant la guerre du Viêt Nam la ligne, comme l'ensemble du réseau, est l'objet de bombardements et de sabotages par le Viet Cong.
La ligne est progressivement abandonnée et la fin des opérations aura lieu en 1968.
Après la chute de Saïgon d'avril 1975, la ligne est démontée pour fournir des matériaux de réparation de la ligne principale.
Dans les années 1990, une section de 7 km, à proximité du village de Trai Mat, est rouverte comme attraction touristique.